# Nucleoproteïna

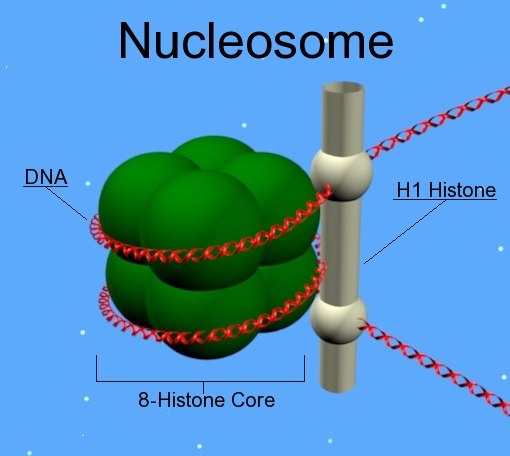
Nucleoproteïna: nucleosoma en el qual s'observa el complex format per l'ADN amb les histones.

Una nucleoproteïna és una proteïna que està estructuralment associada amb un àcid nucleic (que pot ser ARN o ADN). L'exemple prototípic seria qualsevol de les histones, que són identificables en elsbrins de cromatina. Altres exemples poden ser la telomerasa, una ribonucleoproteïna (complex d'ARN/proteïna) i la protamina. La seva característica fonamental és que formen complexs estables amb els àcids nucleics, a diferència d'altres proteïnes que només s'uneixen a aquests de manera transitòria, com són les que intervenen en la regulació, síntesi i degradació de l'ADN.

## Estructura i estabilitat
Segons el tipus d'àcid nucleic al qual s'uneixen, es distingeixen entre desoxirribonucleoproteïnes i ribonucleoproteïnes. La unió s'estabilita sempre mitjanaçant enllaços no covalents.
Alguns compostos poden destruir o debilitar la unió de les nucleoproteïnes, produint la seva dissociació:
- Altes concentracions de sals, urea o l'augment de la força iònica en dissolució.
- Tensioactius ionogènics.
- Alguns compostos químics polars: formamida, dimetilformamida, fenol, etc.

Algunes ribonucleoproteïnes tenen la capacitat d'assemblar-se in vitro. Aquest seria el cas de les proteïnes ribosòmiques o algunes proteïnes de càpsides virals.